# Олимпийский комитет Сенегала
Национальный олимпийский и спортивный комитет Сенегала (фр. Comité National Olympique et Sportif Sénégalais; уникальный код МОК — SEN) — организация, представляющая Сенегал в международном олимпийском движении. Штаб-квартира расположена в Дакаре. Комитет основан в 1961 году, в 1963 году был принят в МОК, является членом АНОКА, организует участие спортсменов из Сенегала в Олимпийских, Всеафриканских играх и других международных соревнованиях. 